# Hrabstwo Clay (Teksas)
Hrabstwo Clay – rolnicze hrabstwo w USA, w północnej części stanu Teksas, graniczące z Oklahomą (poprzez rzekę Red River). Według danych z 2023 liczy 10,7 tys. mieszkańców (w tym 87,6% to biali niebędący Latynosami). Należy do obszaru metropolitalnego miasta – Wichita Falls. Siedzibą władz hrabstwa jest największe miasteczko Henrietta.
Na terenie hrabstwa znajduje się park stanowy Lake Arrowhead. Morath Orchard założony w 1981 roku jako sad brzoskwiniowy rozrósł się na producenta wielu owoców i warzyw, w tym orzechów pekan i jabłek, na obszarze 90 akrów. Ponadto hrabstwo opiera się na hodowlach bydła mlecznego, koni, owiec, oraz w mniejszym stopniu na uprawach pszenicy, lucerny a także bawełny.

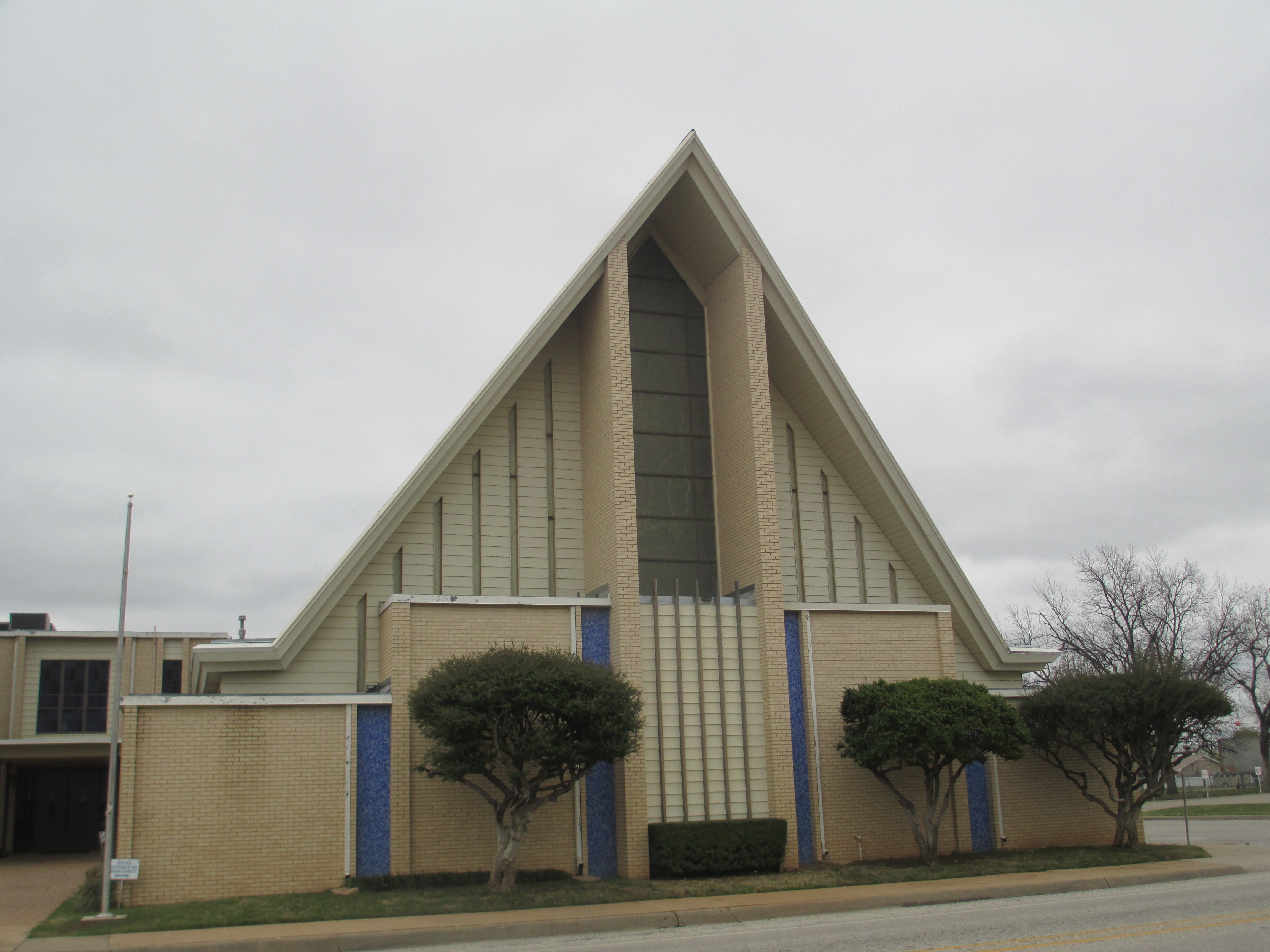
Pierwszy Kościół Baptystów w Henrietta został pierwotnie założony w 1876 roku. W 2013 roku kościół liczył ponad 1300 członków.

77% areału gospodarstw zajmują pastwiska, 17% uprawy i blisko 5% to obszary leśne. W hrabstwie wydobywa się pewne ilości ropy naftowej.

## Historia
Hrabstwo utworzono w 1857 roku z hrabstwa Cooke oraz terenów leżących na zachód, jednak przez wiele lat podlegało przemianom a ostateczny kształt uzyskało dopiero w 1895. Nazwa hrabstwa pochodzi od nazwiska Henry’ego Claya, prawnika i sekretarza stanu Stanów Zjednoczonych w latach 1824–1829.

## Geografia
Według danych amerykańskiego Biura Spisów Ludności (U.S. Census Bureau), hrabstwo zajmuje powierzchnię 2892 km², z czego 2820 km² stanowią lądy, a 72 km² (2,5%) stanowią wody. W środkowo–zachodniej części hrabstwa znajduje się duże Jezioro Arrowhead.
Z gęstością zaludnienia 3,81 os./km² jest jednym z najsłabiej zaludnionych hrabstw Północnego Teksasu.

### Sąsiednie hrabstwa

Piramida wieku hrabstwa

- Hrabstwo Jefferson, Oklahoma (północ)
- Hrabstwo Montague (wschód)
- Hrabstwo Jack (południe)
- Hrabstwo Wichita (zachód)
- Hrabstwo Archer (zachód)
- Hrabstwo Cotton, Oklahoma (północny zachód)

### Miasta
- Bellevue
- Byers
- Dean
- Henrietta
- Jolly
- Petrolia

## Demografia
Mieszkańcy deklarują głównie pochodzenie niemieckie (12,9%), angielskie (12,5%), irlandzkie (9,9%), „amerykańskie” (6,8%), meksykańskie (6,1%) i mieszane (6%).

## Religia
W 2020 roku większość mieszkańców to ewangelikalni protestanci (głównie baptyści, ale także bezdenominacyjni, zielonoświątkowcy, metodyści i campbellici). W hrabstwie było tylko 178 katolików i stanowili oni 1,7% populacji.

## Główne drogi
Przez teren hrabstwa przebiegają dwie drogi krajowe oraz dwie stanowe:
- U.S. Route 82
- U.S. Route 287
- Droga stanowa nr 79
- Droga stanowa nr 148